# Ecklingerode
Ecklingerode település Németországban, azon belül Türingiában. Lakosainak száma 708 fő (2023. december 31.).

## Népesség
A település népességének változása:
| Lakosok száma | 712  | 723  | 718  | 711  | 702  | 708  |
|               | 2014 | 2017 | 2019 | 2021 | 2022 | 2023 |